# Suore dei Sacri Cuori di Gesù e di Maria (Mormaison)
Le Suore dei Sacri Cuori di Gesù e di Maria, dette di Mormaison (in francese Sœurs des Sacrés-Cœurs de Jésus et de Marie), sono un istituto religioso femminile di diritto pontificio: le suore di questa congregazione pospongono al loro nome la sigla SS.CC.

## Storia
La congregazione venne fondata a Les Brouzils, in Vandea, il 18 marzo 1818 dal sacerdote Pierre Monnereau (1787-1856) con il permesso di Louis-Marie Baudouin, vicario apostolico di La Rochelle: approvata nel 1822 da René-François Soyer, vescovo di Luçon, il 3 gennaio 1839 Monnerau fece trasferire la casa madre a Mormaison.

## Attività e diffusione
Le Suore dei Sacri Cuori si dedicano all'istruzione della gioventù, soprattutto nelle regioni rurali, e all'assistenza ai malati, anche a domicilio: la loro spiritualità è incentrata sulla devozione ai Sacri Cuori di Gesù e Maria.
Oltre che in Francia, sono presenti in Africa (Repubblica del Congo, Madagascar, Senegal) e in America (Canada, Repubblica Dominicana): la sede generalizia, dal 1971, è a La Roche-sur-Yon.
Al 31 dicembre 2005 l'istituto contava 757 religiose in 120 case.